# Wang Lun
Wang Lun (en chino tradicional, 王倫; en chino simplificado, 王伦; pinyin, Wáng Lún; fallecido el 1 de noviembre de 1774) fue el líder de la secta del Loto Blanco en la Provincia de Shandong, China durante la década de 1770. Organizó una rebelión de la secta del Loto Blanco en 1774, en la cual falleció.

## Biografía
Wang Lun es descrito como el hijo de unos campesinos pobres. Se desconoce su lugar y fecha de nacimiento. Se dice que de niño tuvo que abandonar a su familia debido a una hambruna, y que se dedicó a viajar y adquirir conocimientos de artes marciales, uniéndose quizás a alguna secta taoísta. En 1751 habría entrado a formar parte de la secta del Loto Blanco, y durante las siguientes décadas practicaría la medicina y las artes marciales de manera itinerante en las zonas de Yanggu y de Shouzhang. Wang era un maestro en artes marciales, y un médico y herborista autodidacta. Su fortaleza física y sus proezas marciales le atrajeron seguidores, a los que instruía en yoga, meditación y la capacidad de ayunar durante períodos muy largos de tiempo bebiendo agua purificada. Su grupo se hizo conocido como la "Secta del Agua Pura", y en 1774 contaba con varios miles de seguidores. Esta secta, asociada al movimiento del Loto Blanco (Qingshuijiao, 清水教), estaba formada por miembros de grupos sociales muy diferentes: campesinos, actores itinerantes, pescadores, vendedores de aceite y de tofu, monjes, arrieros,..., todos ellos insatisfechos con las condiciones de vida de las clases populares durante el reinado de Qianlong, y llenos de fervor religioso.
Junto con sus enseñanzas prácticas, Wang predicaba una filosofía milenarista y sincrética según las líneas generales de las creencias del Loto Blanco, enfatizando la inminente venida del Buda Maitreya. En algún momento de la década de 1770, Wang Lun empezó a afirmar ante sus seguidores que él mismo era la reencarnación de Maitreya, y que estaba destinado a convertirse en Emperador de China. Empezó a predicar el próximo advenimiento de una nueva era cósmica (kalpa), y que en ese momento sus seguidores habrían de comenzar una rebelión contra las autoridades Qing. Esto estaba previsto para 1775 o 1776; sin embargo, las autoridades chinas comenzaron a recoger rumores de una incipiente rebelión y de los preparativos que los seguidores de Wang Lun estaban llevando a cabo, lo que forzó a Wang Lun a implementar sus planes antes de tiempo.
Así, en 1774 movilizó a sus seguidores y marchó sobre la ciudad de Shouzhang el 3 de octubre de 1774. Con la ayuda de varios espías y seguidores infiltrados en el interior de Shouzhang, logró que estos abrieran las puertas de la ciudad, y los rebeldes se apoderaron rápidamente de la misma, saqueando el tesoro y el granero. Mantuvieron la ciudad solo durante unos días, antes de abandonarla para atacar la ciudad de Yangku. Yangku fue capturada fácilmente, ya que la guarnición local marchaba para liberar Shouzhang, que las autoridades locales creían que todavía estaba en manos rebeldes. Los rebeldes luego avanzaron para capturar las ciudades de Tangyi y luego Liulin con facilidad, y desde allí marcharon hacia Linqing, una ciudad grande y estratégicamente importante porque se encontraba en la confluencia del Gran Canal con el río Wei.
Antes de llegar a Linqing, los rebeldes de Wang Lun derrotaron a las tropas de la dinastía Qing en cada enfrentamiento, y se extendió el rumor de que los rebeldes practicaban una magia que los hacía invulnerables. Muchos funcionarios de la ciudad de Linqing huyeron aterrorizados antes de que los rebeldes del Loto Blanco llegaran a la ciudad el 11 de octubre de 1774.
Durante las siguientes semanas, las fuerzas de Wang Lun sitiaron la ciudad, pero las defensas Qing comandadas por Qin Zhenjun resistieron eficazmente el ataque. Testigos presenciales afirmaron que las tropas rebeldes lucharon ferozmente incluso cuando parecía no haber esperanza. Según los informes, la joven concubina de Wang Lun, Wu Sannian, mantuvo a raya a los soldados Qing durante horas sin ayuda antes de ser vencida y asesinada. Para finales de octubre, las tropas Qing habían hecho mella en las tropas rebeldes, y el 31 de octubre de 1774 consiguieron rodear el campamento de Wang Lun. Decidido a no ser capturado vivo, prendió fuego a la torre en la que estaba atrapado. Su cuerpo quemado fue identificado por su espada y brazaletes.
En la ficción, la vida de Wang está narrada en la novela histórica de 1916 de Alfred Döblin, "Los tres saltos de Wang Lun".